# Euploea eurypon
Euploea eurypon är en fjärilsart som beskrevs av William Chapman Hewitson 1858. Euploea eurypon ingår i släktet Euploea och familjen praktfjärilar. Inga underarter finns listade i Catalogue of Life.